# Die Leute aus dem Walde
Die Leute aus dem Walde ist ein Roman von Wilhelm Raabe, der von Ende 1861 bis Anfang 1863 entstand und 1863 bei Westermann in Braunschweig erschien. Nachauflagen erlebte Raabe 1890, 1901, 1902, 1903 und 1906. 1868 erschien in Utrecht eine Ausgabe in Holländisch.
Robert Wolf, verwaister Sohn eines Waldhüters, geht seinen Weg. Mit der Braut Helene Wienand, einer Bankierstochter, zieht er, aus Amerika reich heimgekehrt, als neuer Herr in das verfallene Junkernest Poppenhof ein.

## Inhalt
Der kinderlose Pastor Tanne, Pflegevater des 16-jährigen Robert Wolf, stirbt um 1843 in Poppenhagen im Winzelwald. Robert muss zu seinem eigentlichen Vater, dem bettelarmen Forstaufseher Wolf, in die Forsthütte Eulenbruch zurück. Als der leibliche Vater, ein Trinker, stirbt, verlässt der inzwischen 18-jährige Robert um 1845 den Wald, geht in die nicht benannte große Stadt und schlägt dort Teile der Wohnungseinrichtung der 20-jährigen Eva Dornbluth aus Poppenhagen kurz und klein. Der verschmähte Liebhaber wird wegen Hausfriedensbruch im Zentralpolizeihaus festgehalten. Der alte Polizeischreiber Friedrich Fiebiger, ein 1788 in Poppenhagen geborener Junggeselle, will den Strolch unbedingt erziehen. Unter anderem auf Betreiben Fiebigers wird Robert entlassen. In der Freiheit rennt der Junge prompt gegen die Kutsche der um 1827 geborenen „bleichschüchternen“ Bankierstochter Helene Wienand.
Robert kommt in der Musikantengasse 12 in der Wohnung des Polizeischreibers unter. Fiebiger und zwei seiner alten Poppenhagener Jugendgespielen aus der Nachbarschaft – das sind Heinrich Ulex und das hinkende Freifräulein Juliane von Poppen – nehmen sich der Bildung des Jungen aus dem heimatlichen Walde an. Der „autodidaktische Sterngucker“ Ulex führt Robert zur Hochschulreife. Juliane von Poppen ist die Pflegemutter der Halbwaise Helene. Bankier Wienand verliert bei einem Stadtbrand das Haus und den Verstand. Robert verliebt sich in Helene. Die Neigung wird erwidert. Julianes Neffe, der Diplomat Baron Leon von Poppen, Herr auf dem ruinierten Poppenhof am Winzelwald, hat bessere Karten als Robert. Der „neugebackene Ministerialsekretär“ will sich über ein Adelsdiplom das Vertrauen des allmählich genesenden, eitlen Bankiers erschleichen und avanciert tatsächlich zum potentiellen Bräutigam Helenes. Zudem schicken die drei alten Erzieher ihren Zögling Robert zum Pharmazie- und Medizin-Studium auf die Universität.
Friedrich Wolf, der ältere Bruder Roberts, kehrt begütert aus den USA heim, holt die auf ihn wartende Eva Dornbluth, heiratet die Jugendfreundin und unterstützt den Bruder finanziell.
Eva teilt Robert brieflich den Tod des Bruders mit. Die todkranke Frau ruft Robert nach Kalifornien. Helene schickt Robert hin. Sie will auf ihn warten. Von Hamburg aus umschifft die „Teutonia“ mit Robert an Bord schlingernd und schaukelnd Kap Horn und landet in San Francisco. Robert trifft die sterbende Eva im Yuba-County und beerdigt schließlich die Schwägerin an der Seite seines Bruders. Der Gelegenheits-Goldgräber Robert wird rasch fündig, nimmt alsbald den Landweg nach New Orleans und kehrt nach Hamburg zurück. Der Bankier daheim in der großen Stadt ist verstorben und der Diplomat hat ein Duell nicht überlebt.

## Zitate
- „Man kann vieles in einem langen Leben lernen, aber oft noch mehr in ein paar Tagen, in einem kurzen Augenblicke.“[6]
- „Die größesten Wunder gehen in der größesten Stille vor.“[7]

## Form
Das 21. der 36 Kapitel übertitelt der Erzähler mit „höchst tragisches Kapitel“. Das Pathos scheut er nicht und zieht alle erzählerischen Register. So lässt er den Diplomaten unvermittelt in wörtlicher Rede denken. Schwarzweißmalerei scheidet Gut und Böse: Über das „gelbliche Gesicht“ des garstigen Diplomaten huscht ein „höhnisches Lächeln“.

## Selbstzeugnisse
Oppermann zitiert einen Raabe-Brief aus den 1890er-Jahren. Darin bespricht Raabe anlässlich der 2. Auflage das späte „Hervorziehen in die Tageshelle“ und rät von der Lektüre ab.
Raabe schreibt am 28. Oktober 1891 an Sigmund Schott, der Text erscheine ihm bald wie ein „Litteratur-Küken mit der Eierschale auf dem Kopfe“.

## Rezeption
Zeitgenossen:
- Schreinert[15] nennt einige Besprechungen aus dem Jahr 1863. So lobe Thaddäus Lau die Zeichnung des Ulex und der Juliane von Poppen. Robert Prutz bemängele Raabes „halt- und gestaltlose Romantik“. Ein anonymer Rezensent in der „Wochenchronik“ der „Europa“ tadele Raabes „souveräne Willkür“ mit ihren „Sprüngen und Lücken“ im Gefolge. Die „formlose Schilderung“ erscheine geradezu als „Geisterspuk“. Rudolf Sonnenburg vermisse den ruhigen Vortrag. Das übermäßige Denken mancher Figuren mindere das Lesevergnügen. Die Struktur erscheine Ludwig Seeger zu komplex. Hoefer hingegen atme auf, weil Raabe das Altertümeln hinter sich gelassen habe. Otto Banck bescheinigt Raabe eine produktive Phantasie. Dadurch erscheine der Autor als Vielschreiber. Dem Text mangele es an Harmonie und Ebenmaß. Anlässlich der zweiten Auflage erschienen 1890 eine Reihe von Rezensionen. In der Berliner Zeitung „Die Post“ wird bewundert, wie doch Raabe die verknäulten Fäden der Handlung verknüpfe. Otto Preuß empfinde die Zeichnung der Personen als zu unscharf. Nach Edmund Sträter sind die Protagonisten nach moralischen Aspekten unzureichend durchleuchtet. Moritz Necker konstatiert, es läge ein langatmiger weltanschaulicher Monolog des Autors – auf mehrere Personen verteilt – vor. Die Dominanz der kauzigen alten Leute verdecke den Blick auf Robert Wolfs Weg. Benno Rüttenauer erkennt Raabes Zukunftsglauben an.

Neuere Äußerungen:
- Nach Schreinert[16] hat sich Raabe vom „Wilhelm Meister“ und vom „David Copperfield“ inspirieren lassen.
- Das Auswandern nach Nordamerika habe den jungen Raabe beschäftigt.[17] Raabe habe den „Wilhelm Meister“ falsch verstanden und sich an Sealsfield, Gerstäcker und Solger angelehnt.[18] Noch halte Raabe in den „Leuten aus dem Walde“ am Darwinismus fest.[19] Der zufällig Tod Evas sei dem Autor von der Rezensentenschar angekreidet worden. Künftig habe Raabe Heldinnen länger leben lassen.[20] Fuld[21] pickt eine einzeln dastehende antisemitische Passage heraus.[22]
- Oppermann[23] nennt eine weiter führende Arbeit von Hubert Ohl (Heidelberg 1968). Meyen[24] verweist auf Karl Ernst Knodt (Leipzig 1901), Richard Weitbrecht (Leipzig 1902), Eugen Wolff (Berlin 1902), Franz Branky (Wien 1904), Wilhelm Brandes (Wolfenbüttel 1915), Paul Sommer (Leipzig 1927), Margarethe von Massow (Berlin 1931), Otto Kohlmeyer (Kronstadt 1936) und Wilhelm Fehse (Braunschweig 1937). Heinrich Bröker hat 1926 in Marburg über den Roman promoviert.[25]

## Ausgaben

### Erstausgabe
- „Die Leute aus dem Walde, ihre Sterne, Wege und Schicksale. Ein Roman von Wilhelm Raabe.“ 884 Seiten. George Westermann, Braunschweig 1863[26]

### Verwendete Ausgabe
- Die Leute aus dem Walde. Ihre Sterne, Wege und Schicksale. Ein Roman. Mit einem Anhang, verfasst von Kurt Schreinert, S. 429–530. Vandenhoeck & Ruprecht, Göttingen 1971. Bd. 5 (2. Aufl.), ohne ISBN in Karl Hoppe (Hrsg.), Jost Schillemeit (Hrsg.), Hans Oppermann (Hrsg.), Kurt Schreinert (Hrsg.): Wilhelm Raabe. Sämtliche Werke. Braunschweiger Ausgabe. 24 Bde.

### Weitere Ausgaben
- „Die Leute aus dem Walde, ihre Sterne, Wege und Schicksale. Ein Roman von Wilhelm Raabe.“[27]
  - 612 Seiten. Westermann, Braunschweig 1890 (2. Aufl.)
  - 612 Seiten. Westermann, Braunschweig 1901 (3. Aufl.)
  - 363 Seiten. Otto Janke, Berlin, 4. Aufl. 1902, 5. Aufl. 1903, 6. Aufl. 1906, 7. Aufl. 1910
  - 450 Seiten. Hermann Klemm, Berlin-Grunewald 1916, 1918 einmalige Ausgabe fürs Feld, 1922, 1926, 1931, 1934
  - 447 Seiten. Aufbau Verlag, Berlin 1954, 1962
  - 357 Seiten. Kaiser, Klagenfurt 1962